# 1-acilglicerofosfocolina O-aciltransferasi
La 1-acilglicerofosfocolina O-aciltransferasi è un enzima appartenente alla classe delle transferasi, che catalizza la seguente reazione:
acil-CoA + 1-acil-sn-glicero-3-fosfocolina ⇄ CoA + 1,2-diacil-sn-glicero-3-fosfocolina
L'enzima agisce soprattutto sui derivati insaturi dell'acil-CoA. Anche l'1-acil-sn-glicero-3-fosfoinositolo può agire come accettore.